# Ситковецький цукровий завод
Ситковецьке цукровий завод — підприємство харчової промисловості у селищі міського типу Ситківці Немирівського району Вінницької області України, припинило своє існування.

## Історія

### 1836 - 1917
Невеликий цукровий завод в маєтку графа Станіслава Потоцького в селі Ситківці Липовецького повіту Київської губернії Російської імперії  побудований у 1836 році, на ньому працювали кріпосні селяни.
Реформа 1861 року збільшила кількість малоземельних і безземельних селян, які йшли працювати на завод і його плантації. У 1868 році Потоцький підписав договір оренди з акціонерним товариством, яке очолювали барон К. Таубе і француз І. Гоффаром, у відповідності з цим договором у Ситківцях почалося будівництво нового цукрового заводу, обладнання для якого закупили за кордоном (в основному, в Австро-Угорщині). Восени 1867 року завод виробив 87 617 пудів цукру-піску (в цей час на підприємстві працювало 240 чоловіків та 20 жінок, в основному з місцевих жителів).
Умови роботи були дуже важкими - тривалість робочого дня становила 16 годин без перерви на обід та без вихідних, на підприємстві діяла система штрафів, а праця дітей і жінок оплачувалася нижче, ніж праця робітників-чоловіків.
У 1894 році робітник заводу А. П. Данилевський звернувся з скаргою на умови праці до губернатора, але його прохання залишилося без розгляду. У 1896 році робітники заводу почали страйк, вимагаючи збільшити зарплату. Адміністрація заводу викликала поліцію і жандармів, але надалі була змушена піти на поступки і частково задовольнити вимоги страйкарів.
У 1882 році на гроші робітників цукрового заводу і селян у побудованому ними будинку відкрито однокласне народне училище, до 1902 році училище стало двухклассным (у ньому працювало три вчителі).
Після Лютневої революції політична активність населення збільшилася, 24 квітня 1917 року на мітингу робітники заводу прийняли рішення про встановлення на підприємстві 8-годинного робочого дня і робітничого контролю над виробництвом.

### 1918 - 1991
У грудні 1917 року на заводі створили загін народної міліції, але вже в березні 1918 року село було окуповане австро-німецькими військами, які залишалися тут до листопада 1918 року. Німці вивезли запаси цукру зі складів цукрового заводу і проводили реквізиції продовольства у населення. Надалі, село опинилося в зоні бойових дій громадянської війни і радянсько-польської війни.
У червні 1920 року частини 14-ї армії РСЧА вибили поляків із села, почалося відновлення господарства (в тому числі, цукрового заводу). У вересні 1920 року організовано гуртки ліквідації неписьменності і трудова школа.
У 1929 році відновлення цукрового заводу повністю завершено, а в ході індустріалізації 1930-х років оснащений новим обладнанням, що збільшили продуктивність. У 1932 році завод виробив 32 тис. центнерів цукру, в 1940 році - 56 тис. центнерів. Робітники заводу брали активну участь у стахановському русі (перед початком війни, в 1941 році на заводі було 90 стахановців і 57 ударників)
В ході Другої світової війни село було окуповано німецькими військами. У вересні 1941 року тут виникла група підпільників, якою керували лікар В.В. Монастирський і колишній працівник міліції Д.І. Савич. До складу групи входило спочатку 8 чоловік, потім 20. Підпільники розповсюджували листівки і зведення Радінформбюро, допомагали партизанам продуктами і медикаментами, знищили групу поліцаїв в Іллінцях (у яких захопили зброю). Влітку 1942 року учасники групи (робітник цукрового заводу П. Пороховник і "окруженець" комісар РСЧА Пустовалов) підірвали німецький ешелон. На початку 1943 року гестапо вийшло на слід групи і 14 підпільників були заарештовані та убиті.
14 березня 1944 року радянські війська вибили гітлерівців із села. Відступаючи, гітлерівці спалили цукровий завод, розграбували і зруйнували МТС, школи, приміщення колгоспу і багато житлових будинків. Відновлення заводу почалося в 1944 році і вже в 1945 році він був введений в дію. На мітингу у річницю визволення робітники заводу прийняли резолюцію «Нехай знають прокляті фашисти, що ми живемо і будуємо, успішно відновлюємо завод» і пожертвували 12 300 рублів готівкою і 9000 рублів облігаціями державної позики на будівництво літакової ескадрильї «Прапор перемоги» та прискорення розгрому ворога.
Згідно з четвертим п'ятирічним планом відбудови та розвитку народного господарства СРСР потужність заводу була збільшена, в 1951 році за високі показники роботи він був нагороджений Всесоюзною грошовою премією Міністерства харчової промисловості СРСР.
У 1970 - 1971 рр. завод виробив 154 тис. ц цукру. За успішне виконання п'ятирічного плану 1 працівник був нагороджений орденом Трудового Червоного Прапора, два - орденом "Знак Пошани" і 42 - ленінськими ювілейними медалями.
В цілому, в радянський час завод був найбільшим підприємством райцентру, на його балансі знаходилися житлові будинки, заводський клуб та інші об'єкти соціальної інфраструктури.

### Після 1991
У травні 1995 року Кабінет Міністрів України затвердив рішення про приватизацію цукрового заводу.
16 вересня 2002 року господарський суд Вінницької області визнав завод банкрутом і розпочато процедуру його ліквідації.